# Antoine Coppola
Pour les articles homonymes, voir Coppola.
Antoine Coppola est un cinéaste français et professeur des universités à l'université Sungkyunkwan SKKU de Séoul. Il d'abord enseigné à l'Université d'Aix-Marseille. Il a été professeur invité à l'Université nationale coréenne des arts de Séoul, K'art, KNUA.
Il a été aussi chercheur associé à l'UMR 8173 CNRS-EHESS.
Spécialiste du cinéma coréen, il est notamment l'auteur de Cinéma sud-coréen : du confucianisme à l'avant-garde et Le cinéma asiatique, publiés aux éditions L'Harmattan respectivement en 1996 et 2004. Cet auteur fait autorité en matière de cinéma asiatique en général et coréen en particulier.
En 2008, il a publié "Cinémas d'Asie orientale" aux editions Corlet/Cinemaction.
En 2009, il a publié "Le Cinéma  nord-coréen : arme de destruction massive?" dans la revue Les Temps Modernes.
En 2012, il a publié "Ciné-voyage en Corée du Nord : l'expérience du film Moranbong". Éditions L'Atelier des cahiers.
Entre 2019 et 2025, il a publié "Lee Chang-dong" (avec Véronique Bergen et jean-Philippe Cazier) aux éditions Dis-voir, "Dictionnaire du cinéma coréen" aux éditions Nouveau Monde, "L'Art du cinéma coréen" aux éditions Sombres Rets et "Séries coréennes" aux éditions Sombres Rets. Sur le cinéma français, il a publié :
Introduction au cinéma de Guy Debord (Éditions Sulliver, 2003 et nouvelle édition augmentée de 2005)
Il a collaboré régulièrement comme critique de cinéma sur la chaine sud-coréenne KBS World radio et à la revue panasiatique Munwhakwahak. Il a été chroniqueur culturel pour la revue "Chosun Weekly" (Corée).
Il a été  également conseiller à la "Semaine Internationale de la Critique du festival de Cannes" et au festival international de San Sebastian.
Il a également réalisé plusieurs films en Asie, dont "Fragments of Absence" (2008),Naked Seoul (2001) et Les entrailles du chaman (2002).
"Kim Ki-Duk : cinéaste de la beauté convulsive" (documentaire, 2006), "Cheong Gye Chon : rivière du Well Being coréen"
Il a réalisé en France les films suivants :
"Les Communards" (Docu-fiction, 2007)
"Les Contes cruels du Seigneur de Lacoste ou Les impostures de l'amour" (Docu-fiction, 2006)
"Bagdad Ground Zero" (Moyen-métrage, 2003)
Et en Corée du Sud :
"Solo" (docu-fiction, 2012)
"Coyos" (documentaire, 2013)
"No Return" (web series, 2015), "The Woman of the Future" (fiction 2017), "Gun Down" (fiction, 2018), "Death on the Edge of Her Lips" (fiction, 2025), "Sublimis" (experimental, 2025).